# Luis Vicente Varela
Luis Vicente Varela (Montevideo, 27 de mayo de 1845-Buenos Aires, 12 de diciembre de 1911), también conocido por su seudónimo Raúl Waleis, fue un político, jurista, ministro de la Corte Suprema de Justicia de la Nación Argentina y escritor argentino, autor de La huella del crimen (1877), la primera novela policial escrita en idioma español.

## Biografía

### Nacimiento
Luis Vicente Varela nació el 27 de mayo de 1845 en la ciudad de Montevideo, República Oriental del Uruguay, debido a que sus padres, Justa Cané y Florencio Varela, se encontraban exiliados desde hacía varios años antes de su nacimiento en ese país.

### Actividad política y jurídica
Estudió leyes en la Universidad de Córdoba, donde se graduó en 1868, con la tesis Estudios sobre la Constitución de Buenos Aires y se desempeñó como abogado tanto en Uruguay como en Buenos Aires, donde lo hacía en el estudio de Dalmacio Vélez Sarsfield. Este último, cuando era Ministro del Interior de Domingo Faustino Sarmiento lo designó subsecretario de esa cartera.
Posteriormente fue Fiscal ante las Cámaras de Apelaciones; Diputado en la Legislatura de la Provincia de Buenos Aires entre 1874 y 1880; en dos oportunidades integrante de las convenciones reformadoras de la Constitución de la Provincia de Buenos Aires -1870/1873 y 1882/1889-, Subsecretario de Estado en el Departamento de Interior entre 1868 y 1872 y Presidente de la Suprema Corte de Justicia de la Provincia de Buenos Aires –1887/1889-.
Por decreto del 3 de abril de 1889 del presidente Miguel Juárez Celman fue nombrado juez de la Corte Suprema de Justicia para reemplazar a Salustiano J. Zavalia, cargo al que renunció el 17 de mayo de 1899 en razón de un escándalo por las deudas que mantenía impagas con bancos oficiales, que amenazaba con terminar en su juicio político.
De su paso por la Corte Suprema se recuerda en especial su voto en disidencia formulada en la sentencia del  7 de septiembre de 1893 el famoso caso "Cullen v. Llerena" sobre control de constitucionalidad y cuestiones políticas no judiciables. Compartió La Corte Suprema en distintos momentos con Juan Eusebio Torrent, Octavio Bunge, Benjamín Paz, Luis Saenz Peña, Abel Bazán, Benjamin Victorica y Calixto S. de la Torre. 
El 6 de junio de 1903 el gobernador de Buenos Aires Marcelino Ugarte le encargó la redacción de un código contencioso-administrativo que fue aprobado y comenzó a regir en 1906 e influyó en las normas similares de todo el país.

### Trayectoria literaria
Publicó numerosos trabajos tanto de ficción como sobre temas jurídicos e históricos y tradujo obras jurídicas y literarias de autores estadounidenses e ingleses.
Publicó  en 1877 con el seudónimo de Raúl Waleis, anagrama de su nombre verdadero, dos novelas que pueden considerarse encuadradas en el género policial. La primera es La huella del crimen, que se publicó por entregas en la revista La Tribuna, desde julio hasta agosto. Ambientada en París, los disfraces, cambios de roles y las venganzas premeditadas de sus personajes muestran influencia de Víctor Hugo y, sobre todo, de Alejandro Dumas. Se encuentra en el bosque un cuerpo –el de una mujer travestida de hombre– y la policía formula una falsa acusación contra Juan Picot, el campesino que hizo el hallazgo. Para la investigación entra en escena Andrés L’Archiduc, que si bien está al servicio de la policía debe lidiar no solo con el tiempo que apremia y los acontecimientos que se precipitan, sino con la burocracia policial y jurídica. Esto permite que el jurista oculto tras el seudónimo opine sobre el sistema judicial y sus falencias: las escasas posibilidades de reinserción social que sufren los condenados, la ausencia de los derechos de la mujer, el sistema patriarcal que la subyuga hasta convertirla en sierva del hombre. Picot exige una indemnización por los daños causados por la falsa acusación y, de nuevo, aparece el jurista afirmando que la ley puede equivocarse y que la necesidad de limpiar legalmente el nombre de una persona es tan importante como su libertad.

Del mes de mayo del mismo año es Clemencia, la segunda parte de una trilogía que iba a culminar con  Herencia fatal que Varela no llegó a escribir. Alternando el suspenso y la descripción poética, comienza narrando el final de la historia y encaminando al lector por la trama. Hay un asesinato, una mujer bella e infiel y un detective. Los recuerdos de un médico argentino en viaje por Europa trae los ecos de la pampa bonaerense haciendo que por primera vez aparezcan escenarios argentinos en el género policial.

### Fallecimiento
Vicente Varela falleció en la ciudad de Buenos Aires el 12 de diciembre de 1911.

## Obra

### Novela
- La huella del crimen (1877, La Tribuna)
- Clemencia (1877)
- El doctor Whüntz, fantasía (1880)[4]